# دانشگاه لاولی پروفشنال
دانشگاه لاولی پروفشنال (انگلیسی: Lovely Professional University) یک دانشگاه در شمال هند و در ایالت پنجاب است. این دانشگاه در سال ۲۰۰۵ میلادی تأسیس شده است.